# 4 × 400 meter stafett för herrar i friidrott vid olympiska sommarspelen 2024

Officiell video på loppet.

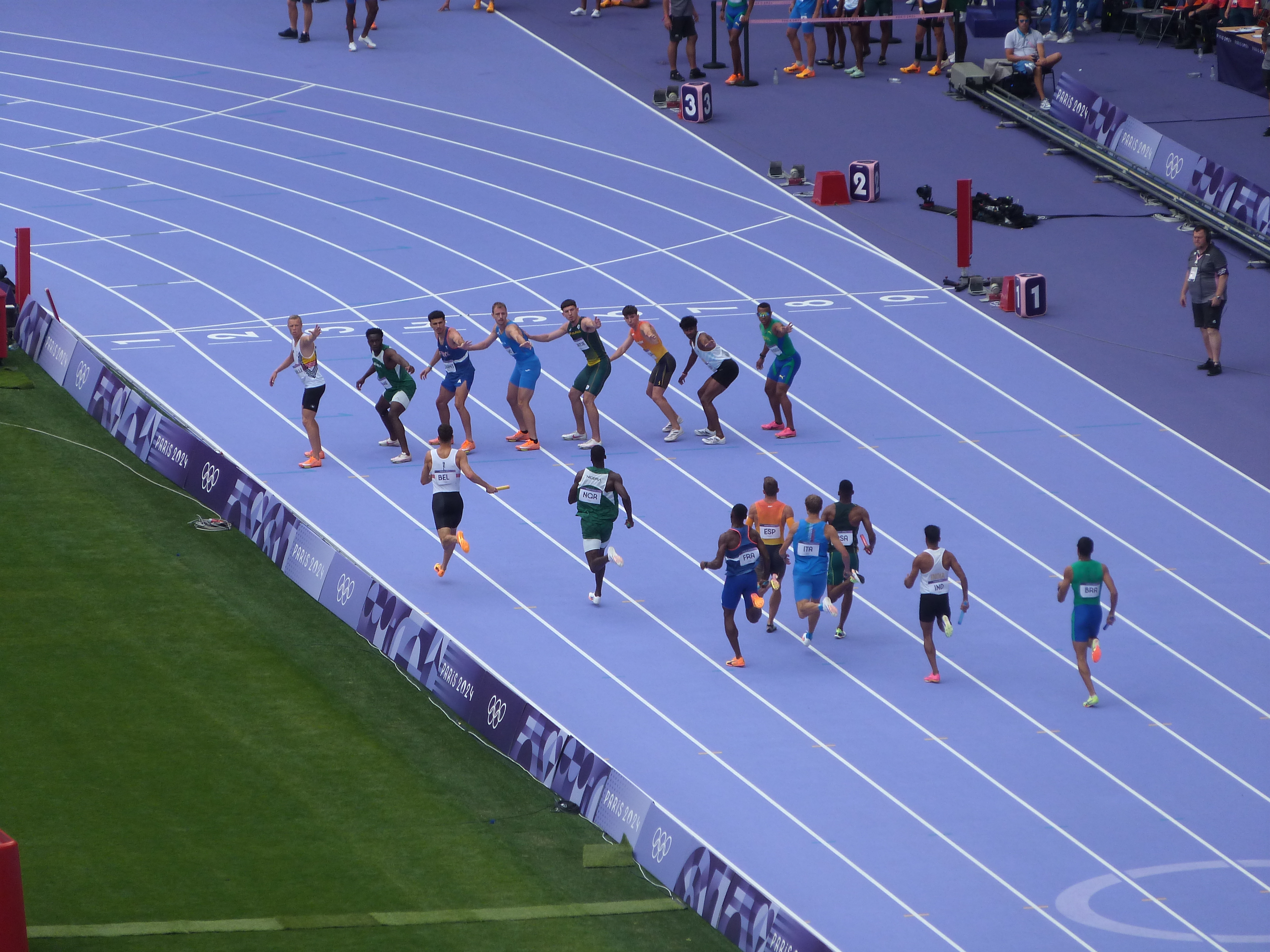
Kvalheat 2.

Herrarnas 4 x 400 meter stafett vid olympiska sommarspelen 2024 avgjordes den 9 och 10 augusti 2024 på Stade de France i Paris, Frankrike. 16 nationer deltog i tävlingen. Det var 26:e gången grenen fanns med i ett OS och den har funnits med i varje OS sedan 1920.
Den 16-årige högstadieeleven Quincy Wilson väckte mycket uppmärksamhet när han slutade på 6:e plats i 400 meter vid de amerikanska OS-uttagningarna, vilket gav honom en plats i USA:s stafettlag och han blev den yngsta manliga amerikanska friidrottsolympiern i historien. Senare under säsongen förbättrade han sin tid genom att springa den näst snabbaste amerikanska tiden för året. Han satte världsrekord för U18 tre gånger under säsongen. Vid OS fick han springa lagets första sträcka i kvalheat 1. På den sträckan fanns också Botswanas guldmedaljör på 200 meter Letsile Tebogo som sprang sträckan på 44,4 sekunder och gav sitt lag en stor ledning. För Wilson blev pressen för stor. Han sprang de första 300 meterna bra, men saktade ner betydligt på de sista 100 meterna. Han sprang sträckan på 47,3, vilket gjorde att det amerikanska laget, som var en av guldfavoriterna, hamnade i ett stort underläge på 7:e plats, och riskerade att inte kvalificera sig till finalen. Han lämnade över stafettpinnen till veteranen Vernon Norwood, två gånger så gammal som Wilson, som sprang på 43,6 och tog USA förbi Polen till 6:e plats. USA:s tredje löpare Bryce Deadmon sprang sin sträcka på 44,2 och tog sig förbi Zambia och Tyskland till en 4:e plats. På den fjärde sträckan var Christopher Bailey tvungen att springa fullt ut under större delen av varvet, och kunde slappna av bara när han tydligt hade passerat japanen Kentaro Sato och säkrat den tredje automatiska kvalplatsen för sitt lag bakom Botswana och Storbritannien. Bailey sprang på 44,0, så alla tre löpare som skulle springa i finalen nästa dag hade hårda splits i benen. Till slut lyckades Japan och Zambia kvalificera sig via tid från heatet, men ingen visste att det skulle hända förrän det andra kvalheatet var över. Mer dramatik uppstod i det andra kvalheatet när Sydafrikas Lythe Pillay stördes och laget missade finalen. Domarna satte dock in dem igen, vilket gjorde att nio lag startade i finalen.
Det är tillåtet för lagen att ändra ordningen och byta in nya löpare till finalen. USA:s guldmedaljör i 400 meter Quincy Hall hade skadat sig och kunde inte användas, vilket var ett stort avbräck. Det enda tillskottet i USA:s lag blev 400 meter häck-guldmedaljören Rai Benjamin som tog Wilsons plats. Belgien förlorade också sin inomhusvärldsmästare Alexander Doom på grund av skada. De kunde ersätta honom med den 36-årige veteranen, 2010 års Europamästare på 400 meter Kevin Borlée. Botswana hade visat talang på hög nivå sedan Rio, men ofta gjort tekniska misstag. Till säsongen 2024 såg det ut som att de hade kommit över de problemen. Till finalen planerade de för en vinnande strategi där de använde sin stjärna Tebogo strategiskt på sista sträckan.
I finalen gick Botswanas Bayapo Ndori ut starkt och skaffade sig en stor ledning under de första 300 meterna, med Storbritanniens Alex Haydock-Wilson på andra plats. Under de sista 100 meterna saktade de tidiga ledarna ner medan USA:s Bailey, Belgiens Jonathan Sacoor och Frankrikes Muhammad Abdallah Kounta avslutade starkt. Botswana lämnade över till Busang Kebinatshipi något före USA som växlade till Norwood. På tredje plats tog Dylan Borlée över för Belgien lite före Storbritannien som växlade till sin stjärna Matthew Hudson-Smith och Frankrike som lämnade över till Gilles Biron. Hudson-Smith öppnade stark och kunde gå om amerikanen Norwood. När löparna fick lämna sina banor hade Kebinatshipi (BOT) tre meter på Hudson-Smith (GBR), Norwood (USA) var ytterligare två meter bakom och Borlée (BEL) var två meter längre bak. Under resten av sträckan minskade Hudson-Smith gapet till Kebinatshipi medan Norwood passerade Hudson-Smith vid överlämningen till Deadmon. Botswana växlade till Anthony Pesela i ledning, men Deadmon sprang snabbt runt honom i kurvan och öppnade upp en ledning på fyra meter halvvägs in på upploppet medan Storbritanniens Lewis Davey kom ikapp Pesela. Deadmon behöll luckan och Davey passerade Pesela i början av kurvan. Men det var bara tillfälligt, efter kurvan tog Pesela  tillbaka andra platsen och började jaga ikapp Deadmon medan Davey tappade allt mer. När USA skulle växla till Benjamin och Botswana till sin stjärna Tebogo i den sista växlingen hade avståndet mellan de två lagen minskat till tre meter. Skulle den starke häcklöparen Benjamin kunna hålla undan för en av de snabbaste männen i världen som sprang dubbelt så långt som normalt? Benjamin sprang kontrollerat och verkade hålla lite tillbaka för anstormningen i slutet. Genom kurvan började Tebogo knappa in på ledningen, men bara lite. När han kom in på upploppet var han i fullt spurtläge och placerade sig på andra banan för att ha utrymme att passera. Tebogo såg ut att kunna komma ikapp och minskade avståndet till mindre än en meter, men Benjamin som hade krafter kvar lyckades hålla honom bakom sig in i mål. Storbritannien tog tredje platsen.
| Spel                            | Guld                                                                            | Silver                                                            | Brons                                                                                                  |
| Herrarnas 4 x 400 meter stafett | USA                                                                             | Botswana                                                          | Storbritannien                                                                                         |
| Herrarnas 4 x 400 meter stafett | Christopher Bailey, Vernon Norwood, Bryce Deadmon, Rai Benjamin, Quincy Wilson* | Bayapo Ndori, Busang Kebinatshipi, Anthony Pesela, Letsile Tebogo | Alex Haydock-Wilson, Matthew Hudson-Smith, Lewis Davey, Charlie Dobson, Samuel Reardon*, Toby Harries* |

* Löparen deltog bara i första rundans kvalheat.

## Kvalificering till OS-grenen
Sexton lag kunde kvalificera sig till herrarnas 4 x 400 meter stafett vid olympiska spelen 2024. Kvalificeringsperioden pågick mellan den 1 juli 2023 och den 30 juni 2024. 30 nationer kvalificerade sig först till herrarnas 4 x 400 meter stafett i tävlingen World Athletics Relays 2024 som hölls i Nassau, Bahamas den 4 och 5 maj 2024 och fungerade som kval för stafettgrenarna vid OS 2024. Genom tävlingen kvalificerade sig fjorton lag till grenen i Paris. Ytterligare två platser gick till nationer med högst världsrankning som inte redan var kvalificerade. 
| Kvalificering via           | Antal | Nationer |
| --------------------------- | ----- | --- |
| World Athletics Relays 2024 | 14    | Belgien Botswana Brasilien Indien Italien Japan Nigeria Polen Spanien Sydafrika Storbritannien Trinidad och Tobago Tyskland USA |
| Världsrankning              | 2     | Frankrike Zambia |
| Totalt                      | 16    | |

## Schema
Alla tider är CET.
| Datum           | Tid   | Omgång |
| --------------- | ----- | ------ |
| 9 augusti 2024  | 11:05 | Kval   |
| 10 augusti 2024 | 21:12 | Final  |

## Rekord
Innan tävlingens start fanns följande rekord:
| Rekord           | Nation                                                            | Tid (s) | Plats               | Datum           |
| ---------------- | ----------------------------------------------------------------- | ------- | ------------------- | --------------- |
| Världsrekord     | USA Andrew Valmon, Quincy Watts, Butch Reynolds, Michael Johnson  | 2:54,29 | Stuttgart, Tyskland | 22 augusti 1993 |
| Olympiskt rekord | USA LaShawn Merritt, Angelo Taylor, David Neville, Jeremy Wariner | 2:55,39 | Beijing, Kina       | 23 augusti 2008 |

| Område                                   | Tid (s)      | Idrottare                                                                            | Nation         |
| ---------------------------------------- | ------------ | ------------------------------------------------------------------------------------ | -------------- |
| Afrika                                   | 2:57,27      | Isaac Makwala, Baboloki Thebe, Zibane Ngozi, Bayapo Ndori                            | Botswana       |
| Asien                                    | 2:59,05      | Muhammed Anas, Amoj Jacob, Muhammad Ajmal Variyathodi, Rajesh Ramesh                 | Indien         |
| Europa                                   | 2:56,60      | Iwan Thomas, Jamie Baulch, Mark Richardson, Roger Black                              | Storbritannien |
| Nordamerika, Centralamerika och Karibien | 2:54,29 0VR0 | Andrew Valmon, Quincy Watts, Butch Reynolds, Michael Johnson                         | USA            |
| Oceanien                                 | 2:59,70      | Bruce Frayne, Darren Clark, Gary Minihan, Rick Mitchell                              | Australien     |
| Sydamerika                               | 2:58,56      | Eronilde de Araújo, Anderson Jorge dos Santos, Claudinei da Silva, Sanderlei Parrela | Brasilien      |

## Resultat
Noteringarnas förklaring finns längst ner.

### Kval
Första omgången bestod av två kvalheat. De tre första teamen i varje heat 0Q0 plus två team på tid 0q0 gick vidare till final.

#### Kvalheat 1
| Placering | Bana | Nation              | Tävlande                                                                  | Tid     | Noteringar |
| --------- | ---- | ------------------- | ------------------------------------------------------------------------- | ------- | ---------- |
| 1         | 6    | Botswana            | Letsile Tebogo, Busang Kebinatshipi, Anthony Pesela, Bayapo Ndori         | 2:57,76 | 0Q0        |
| 2         | 8    | Storbritannien      | Samuel Reardon, Matthew Hudson-Smith, Toby Harries, Charlie Dobson        | 2:58,88 | 0Q0        |
| 3         | 4    | USA                 | Quincy Wilson, Vernon Norwood, Bryce Deadmon, Christopher Bailey          | 2:59,15 | 0Q0        |
| 4         | 7    | Japan               | Yuki Joseph Nakajima, Kaito Kawabata, Fuga Sato, Kentaro Sato             | 2:59,48 | 0q0 NR0    |
| 5         | 2    | Zambia              | Patrick Kakozi Nyambe, Kennedy Luchembe, Chanda Mulenga, Muzala Samukonga | 3:00,08 | 0q0        |
| 6         | 5    | Tyskland            | Jean Paul Bredau, Marc Koch, Manuel Sanders, Emil Agyekum                 | 3:00,29 |            |
| 7         | 3    | Polen               | Maksymilian Szwed, Karol Zalewski, Daniel Sołtysiak, Kajetan Duszyński    | 3:01,21 |            |
| 8         | 9    | Trinidad och Tobago | Renny Quow, Jereem Richards, Jaden Marchan, Shakeem McKay                 | 3:06,73 |            |

#### Kvalheat 2
| Placering | Bana | Nation    | Tävlande                                                             | Tid     | Noteringar |
| --------- | ---- | --------- | -------------------------------------------------------------------- | ------- | ---------- |
| 1         | 3    | Frankrike | Muhammad Abdallah Kounta, Gilles Biron, Téo Andant, Fabrisio Saïdy   | 2:59,53 | 0Q0        |
| 2         | 7    | Belgien   | Jonathan Sacoor, Dylan Borlée, Florent Mabille, Kevin Borlée         | 2:59,84 | 0Q0        |
| 3         | 5    | Italien   | Luca Sito, Vladimir Aceti, Alessandro Sibilio, Edoardo Scotti        | 3:00,26 | 0Q0        |
| 4         | 2    | Indien    | Muhammed Anas, Muhammad Ajmal Variyathodi, Amoj Jacob, Rajesh Ramesh | 3:00,58 |            |
| 5         | 4    | Brasilien | Lucas Carvalho, Lucas Vilar, Douglas Mendes, Matheus Lima            | 3:00,95 |            |
| 6         | 9    | Spanien   | Iñaki Cañal, Óscar Husillos, David García Zurita, Julio Arenas       | 3:01,60 |            |
| 7         | 6    | Sydafrika | Gardeo Isaacs, Zakithi Nene, Antonie Matthys Nortje, Lythe Pillay    | 3:03,19 | 0qR0       |
|           | 8    | Nigeria   | Ifeanyi Emmanuel Ojeli, Ezekiel Nathaniel, Dubem Amene, Chidi Okezie |         | 0DSQ0      |

### Final
| Placering | Bana   | Nation         | Tävlande                                                                  | Tid     | Notering |
| --------- | ------ | -------------- | ------------------------------------------------------------------------- | ------- | -------- |
| 1         | 6      | USA            | Christopher Bailey, Vernon Norwood, Bryce Deadmon, Rai Benjamin           | 2:54,43 | 0OR0     |
| 2         | 5      | Botswana       | Bayapo Ndori, Busang Kebinatshipi, Anthony Pesela, Letsile Tebogo         | 2:54,53 | 0NR0 AR0 |
| 3         | 7      | Storbritannien | Alex Haydock-Wilson, Matthew Hudson-Smith, Lewis Davey, Charlie Dobson    | 2:55,83 | 0NR0 AR0 |
| 4         | 5      | Belgien        | Jonathan Sacoor, Dylan Borlée, Kevin Borlée, Florent Mabille              | 2:57,75 | 0NR0     |
| 5         | 1      | Sydafrika      | Gardeo Isaacs, Zakithi Nene, Lythe Pillay, Antonie Matthys Nortje         | 2:58,12 | 0NR0     |
| 6         | 2      | Japan          | Yuki Joseph Nakajima, Kaito Kawabata, Fuga Sato, Kentaro Sato             | 2:58,33 | 0NR0 AR0 |
| 7         | 9      | Italien        | Luca Sito, Vladimir Aceti, Edoardo Scotti, Alessandro Sibilio             | 2:59,72 |          |
| 8         | 3      | Zambia         | Patrick Kakozi Nyambe, Kennedy Luchembe, Chanda Mulenga, Muzala Samukonga | 3:02,76 |          |
| 9         | 8      | Frankrike      | Muhammad Abdallah Kounta, Gilles Biron, Téo Andant, Fabrisio Saïdy        | 3:07,30 |          |
| Källa:    | Källa: | Källa:         | Källa:                                                                    | Vind:   | Vind:    |